# Olympische Sommerspiele 1972/Segeln – Tempest
Erstmals in der Geschichte fand bei den Olympischen Sommerspielen 1972 eine Segelregatta mit der Tempest vom 29. August bis 8. September statt. Austragungsort war das Olympiazentrum Schilksee in der Kieler Förde.
Die Regatta war eine Offene Klasse, somit durften sowohl Männer als auch Frauen teilnehmen. Es traten jedoch ausschließlich Männer an.

## Zeitplan
Wegen des Olympia-Attentats wurden die Spiele am 6. September unterbrochen. Das Finale sollte einen Tag später stattfinden, musste jedoch um einen weiteren Tag wegen starken Nebels und Windstille verschoben werden.
| ● | Regatta | ● | Medaillenentscheidung |

| Datum                  | August  | August  | August  | August  | August  | August  | September | September | September | September | September | September | September | September | September | September | September |
| Datum                  | 26. Sa. | 27. So. | 28. Mo. | 29. Di. | 30. Mi. | 31. Do. | 1. Fr.    | 2. Sa.    | 3. So.    | 4. Mo.    | 5. Di.    | 6. Mi.    | 7. Do.    | 8. Fr.    | 9. Sa.    | 10. So.   | 11. Mo.   |
| ---------------------- | ------- | ------- | ------- | ------- | ------- | ------- | --------- | --------- | --------- | --------- | --------- | --------- | --------- | --------- | --------- | --------- | --------- |
| Tempest (geplant)      |         |         |         | ●       | ●       | ●       | ●         | frei      | frei      | ●         | ●         | ●         | frei      | frei      |           |           |           |
| Tempest (durchgeführt) |         |         |         | ●       | ●       | ●       | ●         | frei      | frei      | ●         | ●         |           | Nebel     | ●         |           |           |           |

## Kurs
Für die Regatta wurde der Regattakurs B(ravo) genutzt (rot). Die Abbildung zeigt den Mittelpunkt bei (54°30'30'’N, 10°13'00'’E) mit einem Radius von 2 nautischen Meilen. Dies entsprach der Distanz zwischen Punkt 1 und 3.

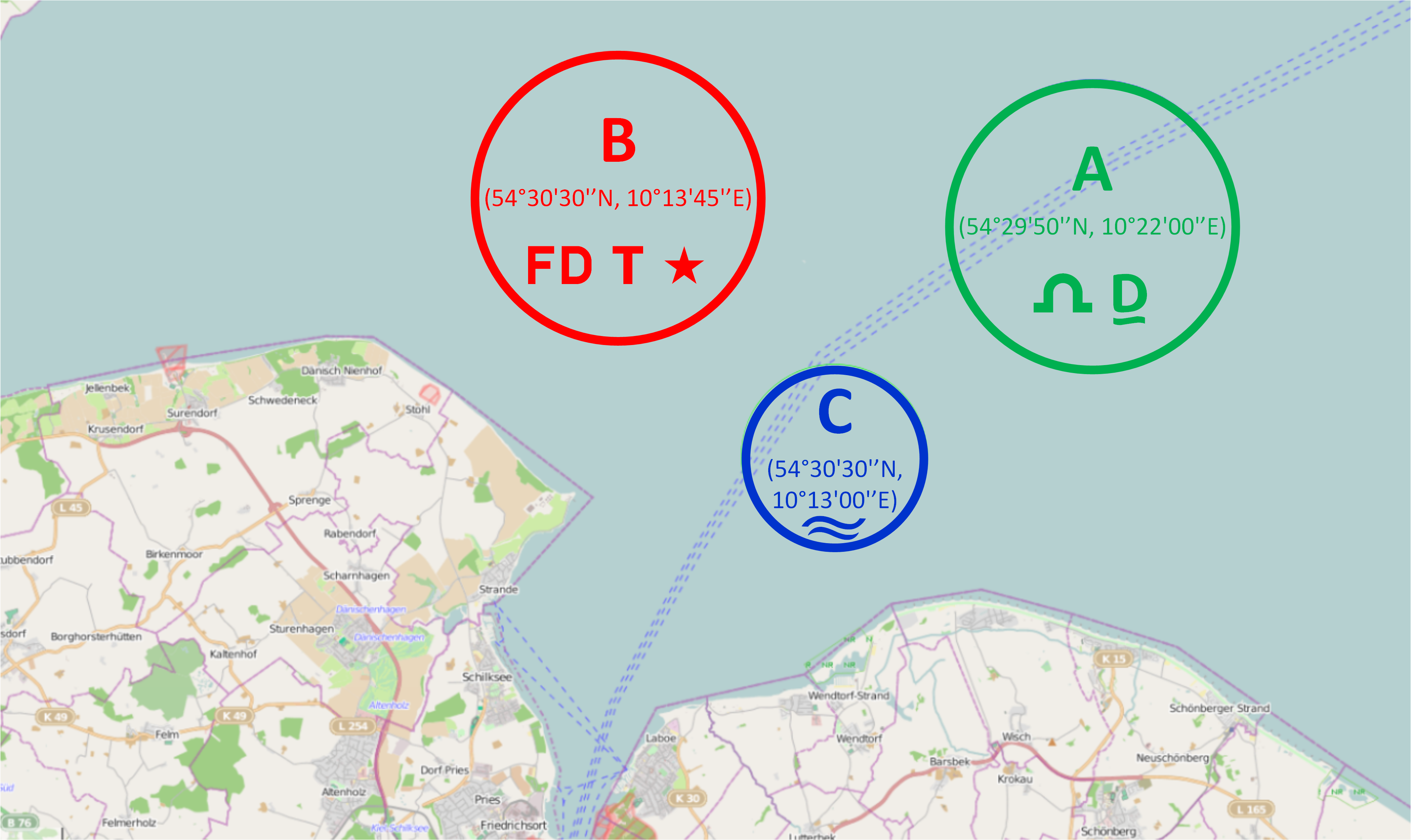
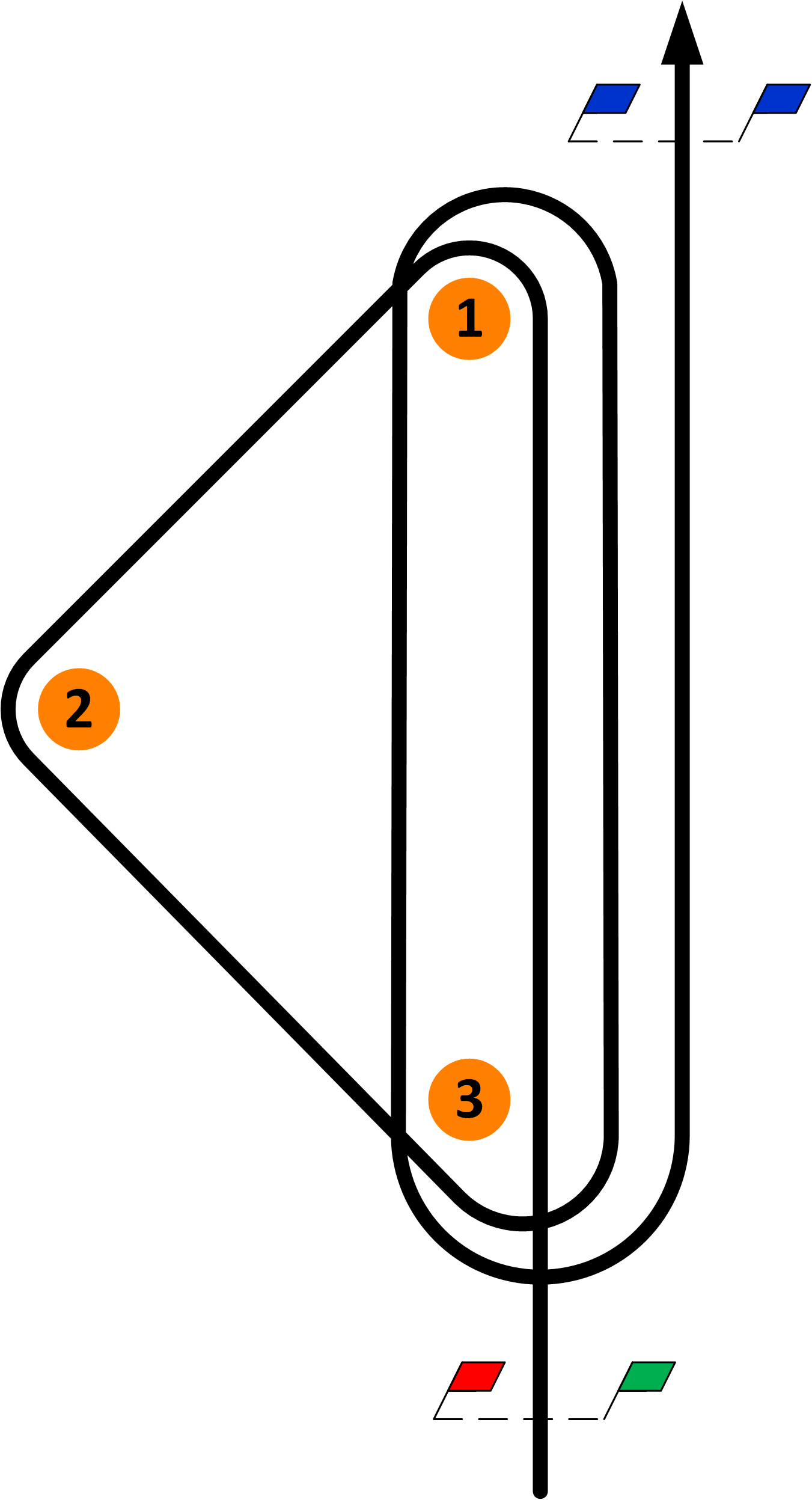

### Tagesplatzierungen

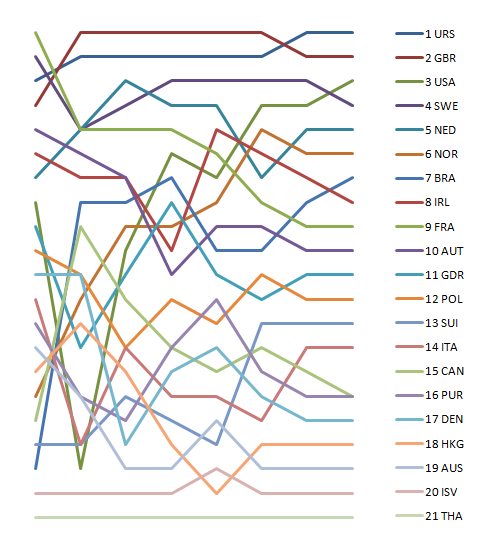

## Ergebnisse
| Rang | Land | Steuermann         | Crew                | Rennen I | Rennen I | Rennen II | Rennen II | Rennen III | Rennen III | Rennen IV | Rennen IV | Rennen V | Rennen V | Rennen VI | Rennen VI | Rennen VII | Rennen VII | Punkte | Punkte                |
| Rang | Land | Steuermann         | Crew                | Rang     | Pkt.     | Rang      | Pkt.      | Rang       | Pkt.       | Rang      | Pkt.      | Rang     | Pkt.     | Rang      | Pkt.      | Rang       | Pkt.       | Gesamt | Mit Streich- ergebnis |
| ---- | ---- | ------------------ | ------------------- | -------- | -------- | --------- | --------- | ---------- | ---------- | --------- | --------- | -------- | -------- | --------- | --------- | ---------- | ---------- | ------ | --------------------- |
|      | URS  | Walentin Mankin    | Witalij Dyrdyra     | 3        | 5,7      | 4         | 8,0       | 1          | 0,0        | 3         | 5,7       | 8        | 14,0     | 2         | 3,0       | 3          | 5,7        | 42,1   | 28,1                  |
|      | GBR  | Alan Warren        | David Hunt          | 4        | 8,0      | 1         | 0,0       | 2          | 3,0        | 1         | 0,0       | 6        | 11,7     | 6         | 11,7      | 8          | 14,0       | 48,4   | 34,4                  |
|      | USA  | Glen Foster        | Peter Dean          | 8        | 14,0     | DSQ       | 30,0      | 3          | 5,7        | 2         | 3,0       | 4        | 8,0      | 8         | 14,0      | 2          | 3,0        | 77,7   | 47,7                  |
| 4    | SWE  | John Albrechtson   | Ingvar Hansson      | 2        | 3,0      | 7         | 13,0      | 8          | 14,0       | 5         | 10,0      | 11       | 17,0     | 3         | 5,7       | 6          | 11,7       | 75,4   | 57,4                  |
| 5    | HOL  | Ben Staartjes      | Cees Kurpershoek    | 7        | 13,0     | 2         | 3,0       | 6          | 11,7       | 9         | 15,0      | 10       | 16,0     | 17        | 23,0      | 1          | 0,0        | 81,7   | 58,7                  |
| 6    | NOR  | Peder Lunde junior | Aksel Gresvig       | 16       | 22,0     | 9         | 15,0      | 4          | 8,0        | 8         | 14,0      | 2        | 3,0      | 7         | 13,0      | 11         | 17,0       | 92,0   | 70,0                  |
| 7    | BRA  | Mario Buckup       | Peter Ficker        | 19       | 25,0     | 3         | 5,7       | 7          | 13,0       | 7         | 13,0      | 16       | 22,0     | 5         | 10,0      | 5          | 10,0       | 98,7   | 73,7                  |
| 8    | IRL  | David Wilkins      | Sean Whitaker       | 6        | 11,7     | 8         | 14,0      | 9          | 15,0       | 13        | 19,0      | 1        | 0,0      | 13        | 19,0      | 9          | 15,0       | 93,7   | 74,7                  |
| 9    | FRA  | Marcel Troupel     | Yves Devillers      | 1        | 0,0      | 10        | 16,0      | 11         | 17,0       | 11        | 17,0      | 5        | 10,0     | 19        | 25,0      | 12         | 18,0       | 103,0  | 78,0                  |
| 10   | AUT  | Hubert Raudaschl   | Erich Moritz        | 5        | 10,0     | 6         | 11,7      | 13         | 19,0       | 15        | 22,0      | 3        | 5,7      | 12        | 18,0      | 14         | 20,0       | 106,4  | 84,4                  |
| 11   | GER  | Heinz Laprell      | Wolf Stadler        | 9        | 15,0     | 19        | 25,0      | 5          | 10,0       | 4         | 8,0       | 19       | 25,0     | 11        | 17,0      | 7          | 13,0       | 113,0  | 88,0                  |
| 12   | POL  | Tomasz Holc        | Roman Rutkowski     | 10       | 16,0     | 14        | 20,0      | 16         | 22,0       | 6         | 11,7      | 15       | 21,0     | 4         | 8,0       | 13         | 19,0       | 117,7  | 95,7                  |
| 13   | SUI  | Urs Kohler         | Peter Frey          | 18       | 24,0     | 12        | 18,0      | 12         | 18,0       | 18        | 24,0      | 17       | 23,0     | 1         | 0,0       | 10         | 16,0       | 123,0  | 99,0                  |
| 14   | ITA  | Giampiero Dotti    | Francesco Sibello   | 12       | 18,0     | 18        | 24,0      | 10         | 16,0       | 19        | 25,0      | 13       | 19,0     | 16        | 22,0      | 4          | 8,0        | 132,0  | 107,0                 |
| 15   | CAN  | Edward Hains       | Lawrence Scott      | 17       | 23,0     | 5         | 10,0      | 18         | 24,0       | 14        | 20,0      | 18       | 24,0     | 10        | 16,0      | 15         | 21,0       | 138,0  | 114,0                 |
| 16   | PUR  | John Garry Hoyt    | Hovey Freeman       | 13       | 19,0     | 16        | 22,0      | 14         | 20,0       | 10        | 16,0      | 7        | 13,0     | DSQ       | 30,0      | 18         | 24,0       | 144,0  | 114,0                 |
| 17   | DEN  | Mogens Larsen      | Klaus Føge Jensen   | 11       | 17,0     | 13        | 19,0      | 20         | 26,0       | 12        | 18,0      | 14       | 20,0     | 15        | 21,0      | DSQ        | 28,0       | 149,0  | 121,0                 |
| 18   | HKG  | Kenneth Tomlins    | Gilbert Lennox-King | 15       | 21,0     | 11        | 17,0      | 15         | 21,0       | 21        | 27,0      | 20       | 26,0     | 9         | 15,0      | 19         | 25,0       | 152,0  | 125,0                 |
| 19   | AUS  | Gordon Ingate      | Robert Thornton     | 14       | 20,0     | 15        | 21,0      | 17         | 23,0       | 17        | 23,0      | 12       | 18,0     | DNF       | 27,0      | 17         | 23,0       | 155,0  | 128,0                 |
| 20   | ISV  | John Foster        | John Hamber         | 20       | 26,0     | 17        | 23,0      | 19         | 25,0       | 16        | 22,0      | 9        | 15,0     | 18        | 24,0      | 16         | 22,0       | 157,0  | 131,0                 |
| 21   | THA  | Prinz Bira         | Paitoon Chulatuppa  | 21       | 27,0     | 20        | 26,0      | 21         | 27,0       | 20        | 26,0      | 21       | 27,0     | 14        | 20,0      | DNS        | 27,0       | 180,0  | 153,0                 |